# Gevgelija (kommun)
Gevgelija (makedonska: Гевгелија) är en kommun i Nordmakedonien. Den ligger i den sydöstra delen av landet, 120 km sydost om huvudstaden Skopje. Antalet invånare är 22 846. Arean är 317 kvadratkilometer.
Följande samhällen finns i kommunen Gevgelija:
- Gevgelija
- Miravci
- Negorci